# Miron Zownir
Miron Zownir (* 1953 in Karlsruhe) ist ein deutscher Fotograf, Filmemacher und Krimi-Autor.

## Leben
Miron Zownir ist der Sohn eines Ukrainers und einer Deutschen. In den 1970er Jahren kam Zownir nach Berlin, später nach London und ab 1980 nach New York City. Hier war er u. a. Türsteher des Clubs Danceteria, hatte erste Foto-Ausstellungen und fertigte die ersten Kurzfilme. Die Außenseiter der Gesellschaft wurden sein bevorzugtes Interessengebiet. 1995 kam er wieder nach Berlin. Bei Reisen nach Russland und Osteuropa entstanden weitere Analog-Fotografien von Junkies, Obdachlosen und allgemein randständigen Personengruppen. Ab 2003 erarbeitete er mit Schauspieler Bruno S. eine Dokumentation und danach den Spielfilm Phantomanie. Ab dieser Zeit betätigte er sich auch als Krimi-Autor.
2015 erschien der zweite Spielfilm Back to Nothing, in der Hauptrolle ist Birol Ünel zu sehen. 2018 vertonte die Musikerin Mona Mur 15 englischsprachige Gedichte Zownirs und veröffentlichte diese als CD-Album Those Days Are Over. Zownirs Arbeiten wurden u. a.im Fotomuseum Winterthur, in den Hamburger Deichtorhallen, dem Museum für Fotografie in Berlin und dem Centro Internazionale di Fotografia in Palermo gezeigt, .

## Filmografie (Auswahl)
- 2015: Back to Nothing
- 2012: Absturz (Kurzfilm)
- 2009: Phantomanie
- 2003: Bruno S. – die Fremde ist der Tod (Dokumentarfilm)
- 1996: Now or never (Kurzfilm)
- 1992: Dead End

## Bibliografie (Auswahl)
- 2021: Apotheosis and Derision, Pogo Books, Berlin
- 2020: Romania Raw, Pogo Books, Berlin
- 2017: Berlin Noir, Pogo Books, Berlin
- 2015: NYC RIP, Pogo Books, Berlin
- 2015: Ukrainian Night, Spector Books, Leipzig
- 2014: Down and Out in Moscow, Pogo Books, Berlin
- 2013: Offene Wunden. Bilder aus dem freien Osteuropa, mox & maritz, Bremen
- 2010: The Valley of the Shadow, Die Gestalten Verlag, Berlin
- 1997: radikal eye, Die Gestalten Verlag, Berlin
- 1991: Miron Zownir Fotografien, Erotic Art Museum Hamburg
- 1988: Poet der radikalen Fotografie, Apex-Verlag, Köln
- 1983: Miron Zownir Viele Grüße aus New York, Fotografie, Göttingen (monographische Ausgabe der Zeitschrift zu Miron Zownir)